# Bessierus doloris
Bessierus doloris is een haft uit de familie Leptophlebiidae. De wetenschappelijke naam van de soort is voor het eerst geldig gepubliceerd in 2000 door Thomas & Orth.
De soort komt voor in het Neotropisch gebied.